# Zilja

Zilja (nemško Gail) je okoli 125 km dolg desni pritok Drave pri Beljaku na Koroškem. Reka izvira pri Sillianu na vzhodnem Tirolskem, teče po tektonsko zasnovani Ziljski dolini in se pri Beljaku izliva v Dravo.

## Etimologija
Ime Gail  se je razvilo iz starovisokonemške besede Gîla, ki je nato iz oblike *Gīla (ki je bila tudi vir slovenskega imena Zilja). Verjetno je ime substratnega izvora, torej pred rimsko prisotnostjo na tem območju. Domneva se, da ime izvira iz predromanske besede *gai̯li̯a (iz indoevropskega korena *gʰoi̯lo-), ki pomeni 'penasta (voda), mogočna'. Reka je kot Gila dokumentirana v listini iz leta 1090. Slovensko ime Zilja se pogosto navaja tudi zato, ker je spodnja Ziljska dolina tradicionalno območje naselitve Koroških Slovencev in jezikovno območje posebnega ziljskega narečja.

## Tok reke
Izvir reke se nahaja vzhodno od Kartičkega sedla (nemško Kartitscher Sattel) in Pustriške doline (nemško Pustertal) v Vzhodni Tirolski občini Obertilliach. Teče od zahoda proti vzhodu skozi Južne apneniške Alpe, med Ziljskimi Alpami na severu in Karnijskimi Alpami na jugu. Reka doseže Koroško v Lesni dolini (nemško Lesachtal) in od trške občine Koče - Muta (nemško Kötschach-Mauthen) teče po širši Ziljski dolini s strmimi pobočji, vzporedno z mejami z Italijo in Slovenijo. Za sotočjem s pritokom Ziljice (nemško Gailitz) v Podkloštru (nemško Arnoldstein), se Zilja izliva v reko Dravo pod zahodnimi Karavankami pri vasi Marija Ziljska, ki je del mesta Beljak.
Ziljo napajajo pritoki iz Ziljskih Alp in Karnijskih Alp. Obe gorovji imata več kot 2000 mm padavin letno, zato so pritoki precej vodnati, in ker je porečje precej strmo in kratko, Zilja rada hitro naraste in poplavlja. Kratki in strmi pritoki so nanesli precej morenastega gradiva, ki zavira odtok. Zato je dno doline mokrotno in zaradi kisloljubnega rastja izrabljeno zlasti za konjske pašnike. Veliko mokrišč sestavlja pomemben ekotop in zavetišče za divjad in ptice. Pri Podkloštru priteka v Ziljo Ziljica, ki odmaka Kanalsko dolino (zdaj v Italiji) in sicer zahodno od Žabniške razvodnice, vključno z Rabeljskim jezerom, iz katerega priteka.
1. ↑  Snoj, Marko (2009). Etimološki slovar slovenskih zemljepisnih imen. Ljubljana: Modrijan. {{navedi knjigo}}: Prezrt neznani parameter |str.= (pomoč)